# Головачи (Минский район)
Головачи (бел. Галавачы́) — деревня в Минском районе Минской области Республики Беларусь. В составе Шершунского сельсовета.

## География
Пролегает дорога Н8966.
Ближайшие населённые пункты Новый Двор, Пухляки, Рогово и др.

### Гидрография
Река Гуйка.

## История
В 1905 году в Радошковской волости Вилейского уезда Виленской губернии.

## Население

### Численность
- 2009 год — 47 человек

### Динамика
- 1999 год — 44 человек (перепись населения)
- 2009 год — 47 человек (перепись населения)[2]

## Улицы
- Придорожная